# Redland (Alberta)
Redland est une communauté située dans la province d'Alberta, dans le centre-sud.